# Província de Izu
Izu (伊豆国, Izu no kuni) foi uma antiga província do Japão. Izu fazia fronteira com as províncias de Sagami and Suruga. Seu nome abreviado era Zushū (豆州).

Mapa das províncias japonesas (1868) com a província de Izu em destaque

A porção de terra da província de Izu, compreendendo a Península de Izu, é hoje a porção leste da prefeitura de Shizuoka, e as Ilhas Izu são atualmente parte de Tóquio.

## História
No ano 680, dois distritos da província de Suruga, Tagata e Kamo, foram separados de Suruga para formar a província de Izu. Por volta de entre 701 e 710, o Distrito de Naka foi adicionado. A capital da província foi estabelecida em Mishima, que também detinha seu templo provincial (Sōsha) Kokubun-ji e o Ichinomiya (Mishima Taisha) da província. No sistema de classificação do Engishiki, Izu era um "país menos" (下国). Sob o sistema legal do ritsuryō, Izu era um dos lugares preferidos para o exílio dos condenados por crimes políticos pela corte do Período Heian.
No Período Kamakura, Izu foi governada pelo clã Hōjō. Durante o Período Muromachi, Izu foi teoricamente governada pelo clã Uesugi devido à sua posição como Kantō Kanrei; entretanto, na verdade, Izu era dominada por aqueles que dominassem as províncias de Sagami e Musashi em Kantō. No Período Sengoku, pertenceu ao clã Hōjō tardio sediado em Odawara. Após a Batalha de Odawara, Toyotomi Hideyoshi obrigou Tokugawa Ieyasu a trocar seus domínios na região de Tōkai pela região de Kantō, e Izu foi uma das províncias entregues ao comando dos Tokugawa. Depois do estabelecimento do Xogunato Tokugawa, Izu continuou sendo um território administrado diretamente pelo Shōgun. Grande parte da província era governada por um daikansho estabelecido em Nirayama, embora algumas porções fossem designadas a vários hatamoto e ao Domínio de Odawara. Durante o Período Edo, o Distrito de Kimisawa foi adicionado aos três antigos distritos de Izu.
Durante o Período Edo, a estrada Tōkaidō de Edo a Kyoto passava pelo norte de Izu, com um posto em Mishima-shuku. O porto de Shimoda ao sul de Izu era um ponto de parada para todos os navios vindos do leste para Edo.
Durante o Bakumatsu, Shimoda foi escolhida pelo governo Tokugawa como um porto a ser aberto para o comércio com os Estados Unidos sob as condições da Convenção de Kanagawa, negociada pelo comodoro Matthew Perry e assinada em 31 de março de 1854. Shimoda foi também o lugar onde Yoshida Shōin tentou invadir os navios negros de Perry em 1854. O primeiro consulado dos Estados Unidos no Japão foi aberto no templo de Gyokusen-ji em Shimoda sob o comando do cônsul Townsend Harris. Harris negociou o Tratado de Amizade e Comércio entre os dois países, assinado próximo a Ryōsen-ji em 1858. As relações entre o Japão e a Rússia Imperial foram também negociadas em Shimoda, e em 1855 o Tratado de Shimoda foi assinado em Chōraku-ji.
Com o início do Período Meiji, os distritos de Naka e Kimisawa foram fundidos com o Distrito de Kamo, e a província de Izu foi unida à breve prefeitura de Ashigaru em 1871.
A prefeitura de Ashigaru foi dividida entre as prefeituras de Shizuoka e Kanagawa em 18 de abril de 1876 e as Ilhas Izu foram posteriormente transferidas da prefeitura de Shizuoka para Tóquio em 1878.